# Azincourt
Azincourt település Franciaországban, Pas-de-Calais megyében. Lakosainak száma 304 fő (2022. január 1.). Azincourt Ruisseauville, Maisoncelle, Tramecourt, Canlers, Avondance, Planques, Fressin, Auchy-lès-Hesdin és Béalencourt községekkel határos.

## Népesség
A település népességének változása:
| Lakosok száma | 303  | 301  | 307  | 307  | 308  | 310  | 311  | 305  | 304  |
|               | 2013 | 2015 | 2016 | 2017 | 2018 | 2019 | 2020 | 2021 | 2022 |